# Leiolepis peguensis
Espèce
Leiolepis peguensis est une espèce de sauriens de la famille des Agamidae.

## Répartition
Cette espèce est endémique de Birmanie.

## Étymologie
Son nom d'espèce, composé de pegu et du suffixe latin -ensis, « qui vit dans, qui habite », lui a été donné en référence au lieu de sa découverte, Pégou.

## Publication originale
- Peters, 1971 : Die intragenerischen Gruppen und die Phylogenese der Schmetterlingsagamen (Agamidae: Leiolepis). Zoologische Jahrbücher Abteilung für Systematik, Ökologie und Geographie der Tiere, vol. 98, p. 11-130.